# 犰狳亞科
犰狳亞科（學名：Dasypodinae）是犰狳科之下的一個亞科。除了犰狳属以外，就只有一個只有化石種的屬。